# 146
146 (CXLVI) var ett normalår som började en fredag i den julianska kalendern.

## Händelser

### Okänt datum
- Marcus Aurelius får prokonsuls rätt till imperium.
- Sedan Hyginus har avlidit väljs Pius I till påve (detta år, 140 eller 142).
- Den östkinesiska Handynastins Yongxi-era ersätts av Benchu-eran.
- Han Zhidi efterträds som kejsare av Kina av Han Huandi av den kinesiska Handynastin.

## Födda
- 11 april – Septimius Severus, romersk kejsare

## Avlidna
- Han Zhidi, kejsare av den kinesiska Handynastin (förgiftad)